# In a Glass House
In a Glass House (в переводе с англ. — «в доме из стекла») — пятый студийный альбом британской рок-группы Gentle Giant, выпущенный лейблом WWA Records в 1973 году. Один из самых популярных альбомов группы, первый после ухода Фила Шульмана.

## Список композиций
1. The Runaway — 7:16
2. An Inmates Lullaby — 4:40
3. Way Of Life — 8:04
4. Experience — 7:50
5. A Reunion — 2:12
6. In A Glass House — 8:09

## Участники записи
- Гэри Грин — 6- и 12-струнная гитары, мандолина, перкуссия, блок-флейта альт
- Кери Минниар — клавишные, перкуссия, блок-флейта, вокал
- Дерек Шульман — вокал, альт-саксофон, сопрано-саксофон, блок-флейта
- Рей Шульман — бас-гитара, скрипка, акустическая гитара, перкуссия, бэк-вокал
- Джон Уэзерс — барабаны, перкуссия